# 邱丕振

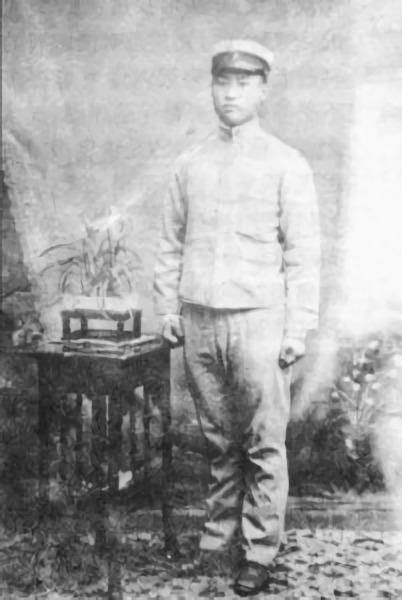
邱丕振

邱丕振（1885年—1914年10月26日 ），原名天作。山东掖县沙河人。中國民主革命家，中華民國建國初期政治人物。

## 生平

### 早年生平
1885年（清同治十三年），邱丕振出生于山东省登莱青道莱州府掖县（今山东省烟台市莱州市）沙河大珍珠村的一户经商的钜富人家。1902年，邱丕振进入位于济南的山东武备学堂，次年进入日本振武学堂学习并创办“利群社”宣传革命。1904年，邱丕振与兄長邱砥之在大珍珠村开设掖西公学。1908年，邱丕振在掖县创立元和机器织网厂，经商筹措革命资金。

### 参与革命
1911年辛亥革命爆发后，邱丕振受到徐镜心邀约，前往烟台与三位兄弟一起加入山东同盟会，后随徐镜心创立共和急进会。为支持革命，邱丕振变卖家产、田地，购买枪炮。1912年1月15日，徐镜心、邱丕振和连承基率兵数百人从大连渡海攻取登州，不久又攻陷黄县，建立山东军政府。邱丕振也成为山东军政府司令。

### 反袁遇害
1912年清室退位后，邱丕振被收回兵权，创办实业，年底被选举为山东省议员。1913年宋教仁遇刺后，邱丕振创立革新会，密谋在华北发动革命推翻袁世凯。1914年邱丕振被孙文任命为中华革命党山东支部筹备处长。在大连创立东北讨袁军，两次试图在昌图县发动起义，均未获成功。后在天津被捕，被押往济南。10月26日，邱丕振在济南遇害。